# Josep Sanxo i Sanxo
Josep Sanxo i Sanxo (Maó, Menorca, 1776-1847) (també es troba amb la grafia castellana Sancho) fou teòleg, historiador i escriptor nascut a la ciutat de Maó durant la segona ocupació anglesa a Menorca. Doctor en teologia que desenvolupà càrrecs importants dins l'església menorquina i beneficiat de la parròquia de santa Maria de Maó. Contemporani dels il·lustrats menorquins com Joan Ramis i Ramis, Antoni Roig i Rexart i Antoni Febrer i Cardona, etc, fou part del període que el professor Jordi Carbonell i de Ballester anomenà com a període menorquí de la literatura catalana. Escriví en castellà, català i llatí obres tant de caràcter teològic, històric i relatives a les ciències naturals.

## Obres
Entre les seves obres, la majoria inèdites, destaquen per ordre cronològic: 
- Ordinari de la Parròquia de Mahó (1803)
- Ensayo de una Història Natural de Menorca contenint los dos Reines Animal i Mineral (1814). Es tracta d'una peça rellevant i única perquè és la primera obra escrita en català sobre història natural.
- Instrucción histórica, ceremonial y moral... de las 40 Horas (1817)
- Memorias para la historia natural de la isla Menorca (1822-1827) de quatre toms: el tom 1r, escrit l'any 1822, conté els quadrúpedes i peixos; el tom 2n, escrit el mateix any, conté els ocells; el tom 3r, escrit l'any 1824, conté els crustacis, regne mineral, amfibis i insectes i, finalment, el tom 4t, escrit l'any 1827, conté els mol·luscs, zoofites, coralls, coral·lines i petxines. Manuscrit de la biblioteca del seminari de Ciutadella.
- Memòria sobre la parròquia de Maó (1833 i 1846) obra magna de recerca històrica i molt acurada que consta de vuit toms.
- Kalendaria Temporum Sanctorumque (1838) i el Kalendarium Minoricense Temporum quod ad usum, aliorumque usum variis notis, S. Ritum Congregationis, Summorumque Pontificum Decretis (1838), Diari 1824 fins a 1844, es tracta d'una consueta escrita en català que dona una copiosa informació històrica i social, Cor de Jesús Sacramentat, fundada en la Iglésia de las Religiosas de la Puríssima Concepció de Maria Santíssima de Mahó (1856)...

Quant als manuscrits i llibres de caràcter teològic és una rica font d'informació sobre les funcions parateatrals religioses corresponents als diferents cicles litúrgics com el de: Nadal i Pasqua, i altres solemnes festivitats religioses com la del Corpus, sant Sebastià, sant Pere... Ens presenta tota una panoràmica de la litúrgia en general i de les tradicions populars (els oficis divins, les processons i el sistema gremial, els cants dels cicles de Nadal, de Pasqua i hagiogràfic) que es convertien en un vertader espectacle de masses i palesa l'espectacularitat litúrgica duta a terme a la parròquia de santa Maria de Maó.
Josep Sanxo, a les seves consuetes i diaris, ens dona també una important informació sobre les funcions musicals dels mestres de capella de la parròquia de santa Maria Jaume Alaquer Reyes i del seu deixeble Benet Andreu Pons, figures cabdals de la música sacra i operística de l'illa de Menorca al segle xix.
Per a la part històrica, una gran part de les seves obres, escrites en català, abracen principalment l'època del liberalisme i conservadorisme tant religiós com polític, amb les conseqüències de la dècada ominosa engegada amb la reposició de Ferran VII i dels primers governs d'Isabel II amb la desamortització dels béns eclesiàstics i la supressió dels ordes religiosos de l'illa.
I finalment, quant al caire de caràcter científic o, més ben dit, relatiu al món natural, Josep Sanxo pertany a la classe típica d'autor de la il·lustració amb la seva visió enciclopèdica del món. Altres teòlegs anteriors a ell i eminents naturalistes havien mostrat un gran interès en l'estudi de la història natural, que en un principi serviren per a refermar el paradigma de la teoria fixista i creacionista vigent durant molts de segles. Influenciat per l'ambient i l'apogeu creixent de les ciències naturals (botànica, zoologia, geologia…), que pretenien descriure objectivament la realitat que ens envolta, la seva obra Memorias para la història natural de l'illa Menorca fa una descripció, si més no, interessant per la seva època, tot superant l'aportació anterior feta per Joan Ramis i Ramis en el seu opuscle titulat Catalogus Plantarum, Arborum, Arbusculorum, Piscium, Avium, Animalium terrestrium i Insectorum In Insula Minorica frequentiorum (1787).